# Heroic fantasy

L’heroic fantasy ou le sword and sorcery, qui est parfois traduit en français par merveilleux héroïque ou médiéval fantastique, est un sous-genre littéraire de la fantasy qui présente un récit héroïque dans le cadre d'un monde merveilleux.

## Définition
L'heroic fantasy ou sword and sorcery est la version contemporaine des contes merveilleux de l'Antiquité et du Moyen Âge,. Le terme heroic fantasy est inventé en 1967 par l'écrivain américain Lyon Sprague de Camp tandis que le terme synonyme sword and sorcery est créé en 1961 par l'écrivain Fritz Leiber,. En 1972, le maître de conférences d'anglais Jean-François Orjollet indique que « l’heroic fantasy suppose en effet un seul héros, évoluant dans un monde parallèle, disons pour simplifier, un ou des monde(s) dépendant entièrement du personnage ». En 1992, le philologue et historien russe Eléazar Mélétinsky la définit comme une histoire où un héros d’apparence humaine et physiquement très fort utilise ses compétences dans des combats ou pour une quête. Ces aventures se déroulent généralement dans une époque lointaine voire mythique où le héros se trouve confronté à des éléments surnaturels comme des objets magiques, ou à des créatures légendaires comme des dragons et des magiciens. Le personnage principal suit généralement le voyage du héros théorisé par Joseph Campbell dans son ouvrage Le Héros aux mille et un visages (1949). Comme les autres sous-genres littéraires de la fantasy, le cadre de l'action est majoritairement d'inspiration médiévale. En 1979, le professeur de littérature Jean Marigny situe le sous-genre « à mi-chemin entre le fantastique traditionnel et la science-fiction ».
En francophonie, les spécialistes lui donnent également comme nom merveilleux héroïque ou médiéval fantastique et même parfois épopée fantastique,,,,,. Le terme médiéval fantastique est aussi occasionnellement utilisé pour définir l'ensemble du genre fantasy.

## Origine

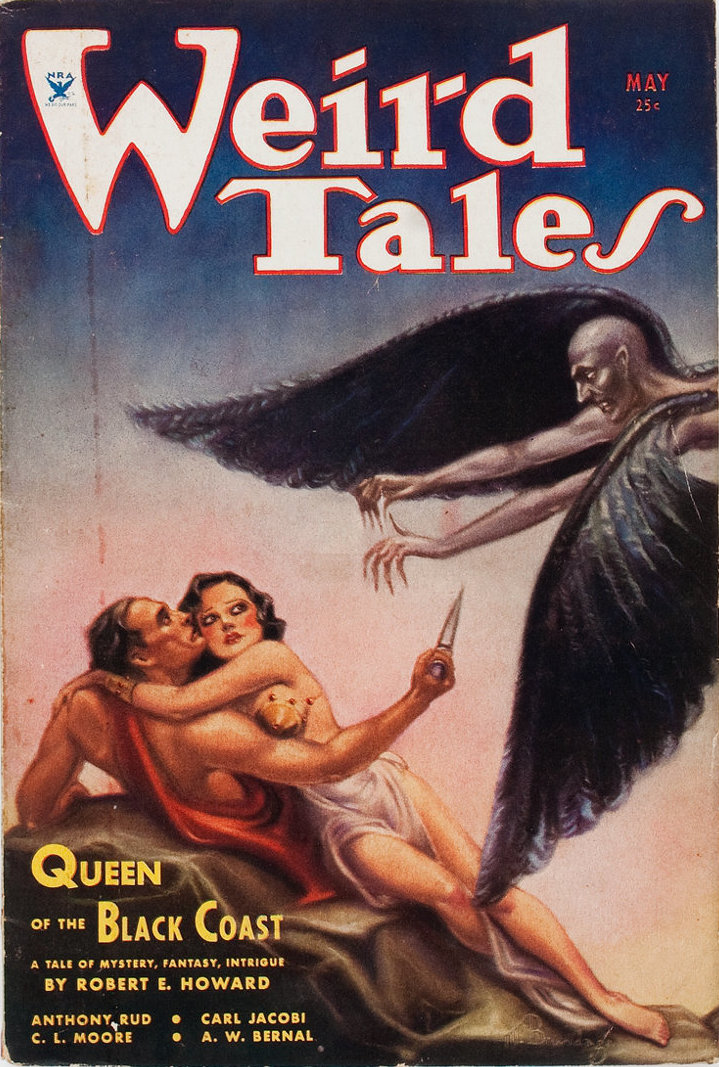
Couverture du magazine en de mai 1934 dépeignant le personnage de Conan le Barbare.

Le romancier américain Lin Carter lui donne comme origine les premières aventures de  Conan le Cimmérien (1932-1933) de Robert E. Howard. Il dit que c'était alors « quelque chose de nouveau, quelque chose qui combinait l'action héroïque de Burroughs, la magie noire et les démons malfaisants de Lovecraft et les royaumes préhistoriques légendaires fabuleux de Smith ». Clark Ashton Smith (1893-1961) est par la suite associé à Howard comme l'un des premiers écrivains de ce genre nouveau.
Les spécialistes voient la source de l'heroic fantasy dans les premières poèmes épiques de la littérature anglo-saxonne comme Beowulf (VIIIe siècle). Viennent ensuite comme sources au début du XIIe siècle, deux histoires imaginaires de la Bretagne, Histoire des rois de Bretagne de Geoffroy de Monmouth et Histoire des Anglais de Geoffroy Gaimar qui décrivent les premiers mythes de héros médiévaux comme le roi Arthur et Havelok le Danois. Les auteurs de romans de chevalerie popularisent alors aux décennies suivantes ces héros médiévaux et en inventent ensuite beaucoup d'autres pour les chansons de geste.
Le Roman de Horn, rédigé en anglo-normand vers 1170 par un auteur anonyme est l'un des plus anciens écrit suivant les aventures d'un aristocrate injustement dépossédé se livrant à divers exploits épiques avant de revenir chez lui pour récupérer son dû. L'histoire de Horn est ensuite adapté en ballades et contes puis sert de modèle aux romanciers suivants. Le très populaire roman de chevalerie Amadis de Gaule est lui aussi considérablement modifié et développé au fil des ans pour donner sa plus riche version au XVIe siècle. Le succès d'Amadis entraîne la création de nombreuses autres œuvres dont Palmerin d'Angleterre. Tous ces écrits mais aussi les romans de la légende arthurienne ou les écrits de la mythologie nordique fournissent le terreau du genre moderne d'heroic fantasy,.

## Œuvres représentatives du genre
Parmi les œuvres représentatives du genre, on peut notamment citer, par ordre chronologique :
- Robert E. Howard, Conan le Conquérant (roman), 1950, 281 p. (ISBN 978-2-277-22468-6)[1] ;
- J. R. R. Tolkien, Le Seigneur des anneaux (roman en trois volumes), 1954-1955[1],[6] ;
- Poul Anderson, Trois cœurs, trois lions (roman), 1961, 293 p. (ISBN 978-2-84344-075-5)[6] ;
- Lloyd Alexander, série Les Chroniques de Prydain (roman en cinq volumes), 1964–1968[6].
- Robert A. Heinlein, Route de la gloire (roman), 1970, 457 p. (ISBN 978-2-07-032054-7)[6] ;
- Fritz Leiber, série Le Cycle des épées, 1970-1988[5] ;
- Michael Moorcock, Elric le nécromancien (recueil de nouvelles), 1977[5] ;
- Steve Jackson et Ian Livingstone (trad. de l'anglais par Camille Fabien), Le Sorcier de la montagne de Feu (livre-jeu), Paris/impr. en Italie, Gallimard jeunesse, 1982, 244 p. (ISBN 978-2-07-510064-9)[1] ;
- Guy Gavriel Kay, L'Arbre de l'été (roman), série La Tapisserie de Fionavar, 1996–1997[1] ;
- Anne Robillard, série Les Chevaliers d'Émeraude, 2003-2024[1] ;
- Bryan Perro, série Amos Daragon, 2003-2006[1] ;
- Christopher Paolini, Eragon (roman), série L'Héritage, 2003-2011[1] ;
- Gene Wolfe, Le Chevalier (roman), série Le Chevalier-mage, 2004-2006[6].